# In Your House 14: Revenge of the 'Taker
In Your House 14: Revenge of the 'Taker è stato un evento prodotto dalla World Wrestling Federation. L'evento si svolse il 20 aprile 1997 al War Memorial Auditorium di Rochester, nello stato di New York.

## Risultati
| #            | Risultati                                                                                             | Stipulazioni                                                               | Durata |
| ------------ | --- | -------------------------------------------------------------------------- | ------ |
| Free for All | The Sultan ha sconfitto Flash Funk                                                                    | Single match                                                               | 02:55  |
| 1            | The Legion of Doom (Hawk e Animal) hanno sconfitto Owen Hart e The British Bulldog (c) per squalifica | Tag team match per i WWF Tag Team Championship                             | 10:11  |
| 2            | Savio Vega (con Crush) ha sconfitto Rocky Maivia (c) per countout                                     | Single match per il WWF Intercontinental Championship                      | 08:33  |
| 3            | Jesse James ha sconfitto Rockabilly (con The Honky Tonk Man)                                          | Single match                                                               | 06:46  |
| 4            | The Undertaker (c) ha sconfitto Mankind (con Paul Bearer)                                             | Single match per il WWF Championship                                       | 17:26  |
| 5            | Steve Austin ha sconfitto Bret Hart per squalifica                                                    | Single match per determinare il contendente numero uno al WWF Championship | 21:09  |